# Znanstvena metoda
Znánstvena metóda je skupno ime za tehnike preučevanja pojavov, pridobivanja novega znanja ali popravljanja in povezovanja že pridobljenega znanja. Temelji na zbiranju opazljivih, empiričnih in merljivih dokazov, podvrženih določenim merilom razmišljanja. Znanstvena metoda sestoji iz zbiranja podatkov z opazovanjem in eksperimentiranjem ter oblikovanja in preizkušanja hipotez.
Znanstvena metoda je način za pridobivanje novega znanja. V primerjavi z drugimi metodami se razlikuje predvsem v tem, da se opira na dejstva in predvideva da so ugotovitve lahko tudi napačne. Preskušanje se običajno zastavi tako, da bi se v naprej zastavljena teorija ovrgla. Običajno je težko dokazati, da nekaj zagotovo drži, obratno pa ne nujno. Številne ugotovitve so veljale dolgo časa za pravilne, dokler s poskusom ni bilo pokazano drugače. Najbolj poznana zmota je gotovo ta, da je zemlja središče vesolja. 
Bistvo znanstvene metode je najprej v natančnem opisu pojava, zato da ne bi nastal dvom o tem za kaj gre. Nato se postavi hipoteza oziroma predpostavka, kar pomeni, da v naprej poskušamo povedati kako si opazovan pojav razlagati. Na podlagi postavljene hipoteze naredimo napoved rezultatov in nato izvedemo preizkus, da ugotovimo, kako se napoved ujema z realnostjo. Poskus je bistven del znastvene metode, ključno pa je tudi, da je ponovljiv in lahko vsak pride do podobnih rezultatov in zaključkov. V veliko primerih je mogoče znastveno metodo uporabiti na opisan način, včasih pa ne, na primer v astronomiji, ker imamo na voljo le opazovanje, zato poskušamo hipotezo postaviti na način, da bi zajela čim večji krog pojavov in se skladala s podatki, pridobljenimi iz opazovanj. Pri tem nam lahko pomaga povezovanje obstoječega znanja.